# Долинянська сільська рада (Мурованокуриловецький район)
| Долинянська сільська рада — колишній орган місцевого самоврядування у Мурованокуриловецькому районі Вінницької області з адміністративним центром у с. Долиняни. Сільській раді були підпорядковані населені пункти: - с. Долиняни - с. Кривохижинці |

## Склад ради
Рада складалася з 12 депутатів та голови.

## Керівний склад сільської ради
| ПІБ                               | Основні відомості                                                                 | Дата обрання | Дата звільнення |
| --------------------------------- | --------------------------------------------------------------------------------- | ------------ | --------------- |
| Криворучко Віктор Адольфович      | Сільський голова, 1967 року народження, освіта, член Народно-демократичної партії | 26.03.2006   | 31.10.2010      |
| Городинський Володимир Степанович | Сільський голова, 1961 року народження, освіта середня спеціальна, безпартійний   | 31.10.2010   |                 |

Примітка: таблиця складена за даними джерела